# Ruin My Life
"Ruin My Life" é uma canção da cantora sueca Zara Larsson. O seu lançamento ocorreu a 18 de outubro de 2018, através da editora discográfica Record Company TEN, servindo como single de avanço para promoção do seu futuro terceiro álbum de estúdio, Poster Girl, lançado em 2021.

## Composição
"Ruin My Life" foi descrita como uma "faixa pop e R&B", com uma bateria dançável apoiada por uma guitarra elétrica e teclado apoiado por sintetizadores. A revista Paper descreveu a música como "Larsson no seu ápice mais sonhador, com paixões pensativas em piano e coros cinematográficos que rolam em crescendo emocional do tamanho de um estádio após um crescimento emocional. Larsson descobre um lado mais sombrio de si mesma liricamente, mergulhando na dinâmica de um relacionamento tóxico. Com um fatalismo auto-aniquilador, o refrão de Larsson de 'Eu quero que você arruíne minha vida/arruíne minha vida/arruíne minha vida' pode parecer ingênuo, mas, como a cantora explica, explora um sentimento mais universal".

## Promoção
Larsson anunciou o lançamento da música no Instagram em setembro de 2018, também compartilhando a arte da capa. Larsson apareceu mais tarde na BBC Radio 1 para falar sobre a música com Greg James.

## Recepção crítica
Natasha Azarmi, do Aftonbladet, chamou a música de uma mistura entre os dois humores do álbum anterior de Larsson, So Good, por ser "quieta nos versos" e, em seguida, acelerar o ritmo do refrão. Apesar de elogiar a voz "forte" de Larsson e notar as "batidas distintas" e o som "sonhador" da música, Azarmi disse que a faixa "carece de tristeza e desespero suficientes" para ser eficaz, e disse que espera que Larsson mostre mais "vulnerabilidade" em seu próximo álbum.

## Faixas e formatos
Download digital
1. "Ruin My Life" – 3:10

Download digital & streaming – Piano Version
1. "Ruin My Life" (Piano Version) – 3:10

Download digital & streaming – Futosé Remix
1. "Ruin My Life" (Futosé Remix) – 4:44

Download digital & streaming – Sleigh Remix
1. "Ruin My Life" (Sleigh Remix) – 3:11

Download digital & streaming – Remixes
1. ""Ruin My Life" (Steve James Remix) – 2:57
2. ""Ruin My Life" (Ashworth Remix) – 3:11
3. "Ruin My Life" (Futosé Remix) – 4:44

## Desempenho comercial

### Posições nas tabelas musicais
| Tabela musical (2018)                          | Melhor posição |
| ---------------------------------------------- | -------------- |
| Alemanha - Single-Charts                       | 83             |
| Austrália - ARIA Singles Chart                 | 32             |
| Áustria - Ö3 Austria Top 40                    | 65             |
| Bélgica - Ultratop 50 (Flandres)               | 41             |
| Bélgica - Ultratip (Valónia)                   | 3              |
| Canadá (Canadian Hot 100)                      | 68             |
| Dinamarca - Track Top-40                       | 21             |
| Escócia - Scottish Singles Chart               | 14             |
| Eslováquia - Singles Digitál Top 100           | 34             |
| Estados Unidos - Billboard Hot 100             | 76             |
| Estados Unidos - Billboard Pop Songs           | 18             |
| Estónia - Eesti Tipp 40 Muusikas               | 40             |
| Finlândia - Suomen virallinen lista            | 20             |
| Grécia - Digital Singles Chart (International) | 34             |
| Irlanda - Top 100 Singles                      | 5              |
| Letónia - Latvijas Top 40                      | 10             |
| Noruega - VG-lista                             | 14             |
| Nova Zelândia - NZ Top 40 Singles              | 28             |
| Países Baixos - Mega Single Top 100            | 60             |
| Portugal - AFP                                 | 59             |
| Reino Unido - UK Singles Chart                 | 9              |
| Roménia - Airplay 100                          | 80             |
| Chéquia - Singles Digitál Top 100              | 53             |
| Sérvia - Top 50 Srbija                         | 10             |
| Suécia - Sverigetopplistan                     | 2              |
| Suíça - Schweizer Hitparade                    | 95             |

### Certificações
| País   | Provedor | Certificação |
| ------ | -------- | ------------ |
| Suécia | GLF      | Ouro         |